# Строительство храма Кришны в Москве
Планы строительства храма Международного общества сознания Кришны в Москве привели к конфликту между кришнаитами и православной общественностью.
В 2004 году в ходе реконструкции района было снесено здание на Хорошёвском шоссе, с 1991 года служившее московским кришнаитам в качестве их единственного храма. За год до этого мэр Москвы Юрий Лужков выделил кришнаитам участок земли на Ленинградском проспекте (неподалёку от Ходынского поля). Кришнаиты заявили о намерении построить на предоставленной мэрией земле новый храм и индуистский культурный центр. Эти планы вызвали протесты со стороны деятелей российского антисектантского движения, православных общественных организаций и отдельных епископов Русской православной церкви. Епископ Уфимский и Стерлитамакский Никон направил Лужкову открытое письмо, в котором призвал мэра не допустить возведения в православной Москве «языческого капища» и объявил Кришну «злым демоном, персонификацией сил ада, противостоящих Богу». Слова епископа вызвали возмущение российских кришнаитов и индуистов в Индии. В 2005 году московская мэрия забрала землю назад, но в 2009 году выделила кришнаитам другой участок, на этот раз за чертой города, в Молжаниновском районе.
В поддержку кришнаитов выступили ряд крупных индийских бизнесменов и политиков. Так, в 2004 году спикер парламента города Дели Прем Сингх в письме Юрию Лужкову высказал надежду, что кришнаитский храм в российской столице станет «духовным центром для почти 15 тысяч коренных индийцев, живущих в Москве, и подлинным символом дружбы между Индией и Россией, Дели и Москвой». По оценке религиоведа Сергея Иваненко, конфликт вокруг строительства храма показал, что индийское руководство, религиозные деятели, бизнесмены, общественное мнение и ведущие СМИ Индии «активно поддерживают право российских кришнаитов, а также проживающих в столице России индийцев на свободу вероисповедания и возможность построить ведический культурный центр, включающий индуистский храмовый комплекс».

## Предыстория

### История храма на Хорошёвском шоссе (1990—2004)
Храм Международного общества сознания Кришны (ИСККОН) на Хорошёвском шоссе вблизи станции метро «Беговая» был открыт в 1990 году. Он располагался в старом здании, построенном в 1945 году. Здесь размещались офис Центра обществ сознания Кришны в России, Вайшнавский университет, офис издательства «Бхактиведанта Бук Траст» и отдел проповеди российского ИСККОН. Первый этаж кришнаиты перестроили и превратили в комнату для проведения богослужений, второй этаж был соединён с новой пристройкой, чердак был переоборудован под ашрам с кельями для монахов.
Кришнаиты пытались получить землю под строительство нового, более просторного храма с начала 1990-х годов. Тогда московские власти даже приняли решение выделить под храм 4 гектара земли на Мичуринском проспекте. Однако мэр Москвы Юрий Лужков отказался одобрить выделение земельного участка. Все последующие попытки получить землю под строительство храма оказались безуспешными.
В ноябре 2001 года состоялся визит в Россию премьер-министра Индии Атала Бихари Ваджпаи. Перед отбытием из Москвы Ваджпаи принял в гостинице «Балчуг» делегацию российского ИСККОН во главе с лидером российских кришнаитов Бхакти Вигьяной Госвами. Между ними состоялась беседа о создании в Москве индуистского духовно-культурного центра, включающего в себя индуистский храм. Ваджпаи выразил удовлетворение деятельностью кришнаитов, которая, по его мнению, направлена на «популяризацию уникальных духовных ценностей Индии и утверждение добра в обществе». В ходе встречи Бхакти Вигьяна Госвами передал в дар индийскому премьер-министру картину русских художников с изображением Радхи-Кришны, а также русское издание «Бхагавад-гиты как она есть». Во встрече также принял участие посол Индии в России К. Рагхунатх. Утром того же дня секретарь Индии по обороне Йогендра Нараян принял участие в утреннем богослужении в храме ИСККОН на Хорошевском шоссе и передал российским кришнаитам приветствие Ваджпаи.
В 2002 году в связи со строительством Третьего транспортного кольца началась реконструкция территории вблизи станции метро «Беговая». Московскими властями было принято решение снести находившееся в аварийном состоянии здание храма и на его месте построить 10-подъездный жилой дом.

## Хроника событий

### Выделение мэрией Москвы земельного участка на Ленинградском проспекте (16 апреля 2003)
В связи с предстоящим сносом храма кришнаиты возобновили переговоры с московской мэрией. Особую активность проявил президент Ассоциации индийцев России Санджит Кумар Джха (Садху Прия Даса), который в 2003 году встретился с президентом РФ Владимиром Путиным и подарил ему книгу «Прабхупада» — биографию основателя ИСККОН Бхактиведанты Свами Прабхупады. В конце концов удалось найти решение, которое устраивало как городские власти, так и кришнаитскую общину: 16 апреля 2003 года на общественном градостроительном совете при мэрии Москвы было принято решение о выделении под строительство храма участка площадью в 1 гектар на Ленинградском проспекте неподалёку от Ходынского поля. По словам Джха, большую лепту в успешный исход переговоров внесли высказавшиеся в поддержку проекта премьер-министр Индии Атал Бихари Ваджпаи и главный министр Дели Шейла Дикшит.
В те годы шла застройка прилегающих к Ходынскому полю кварталов. Между станциями метро «Полежаевская» и «Октябрьское поле» возводился большой микрорайон. В новых кварталах были запроектированы четыре детских сада, две школы, поликлиника, библиотека, аптеки, магазины, кафе. В южной части аэродрома строилась АТС и центр кабельного телевидения. Планировалось строительство торговых площадей, крытого ледового дворца, а также Национального музея авиации и космонавтики. Поскольку на Ходынском поле не было деревьев, там предполагалось создать лугопарк. 120 тыс. м² жилья планировалось передать Министерству обороны РФ для улучшения жилищных условий офицеров. Мэрия также обещала воссоздать деревянный полковой храм Сергия Радонежского, который раньше располагался здесь неподалёку от казарм.

### Совещание Руководящего совета ИСККОН (июнь 2003)
В июне 2003 года в Сухаревском храме ИСККОН, расположенном вблизи станции Катуар Савёловского направления Московской железной дороги, прошло совещание Руководящего совета ИСККОН, в котором приняли участие семь членов совета. Совещание было посвящено вопросам строительства нового храма в Москве и продлилось более недели. В совещании также принял участие известный индийский астролог К. Н. Рао. За несколько дней до начала совещания, в пятницу, 13 июня, он провёл оценку места строительства храма с позиций индийской астрологии и нашёл его благоприятным.

### Визит в Москву американского мецената Альфреда Форда (октябрь 2003)
В октябре 2003 года Москву посетил американский меценат Альфред Форд. Входе своего визита Форд пообещал помочь в сборе средств на строительство храма. В интервью «Эху Москвы» Форд сказал, что приехал по приглашению индийского населения российской столицы с целью «помочь им создать индийский культурный центр». Форд отметил, что ранее уже помогал создавать подобные проекты по всему миру, в частности в США и Индии. Форд также рассказал, что в ноябре в Москву приезжает премьер-министр Индии Атал Бихари Ваджпаи, и что кришнаиты планируют пригласить его на церемонию заложения первого камня. На вопрос журналиста о том, собраны ли уже необходимые средства на строительство, Форд сказал, что кришнаиты ещё не начали кампанию по сбору средств, но по всему миру индийцы «с большой радостью и энтузиазмом» отнеслись к этому проекту, ведь этот храм должен стать первым большим индуистским храмом в России. Форд отметил, что в Америке индийская община является самой богатой и самой образованной. В этой связи Форд выразил мнение, что так как многие американские миллиардеры являются индийцами, то собрать нужные средства не составит проблемы.

### Визит в Москву и встреча с кришнаитскими лидерами индийского премьер-министра Атала Бихари Ваджпаи (ноябрь 2003)
В ноябре 2003 года, в завершении своего визита в Москву, индийский премьер-министр Атал Бихари Ваджпаи встретился с лидером Ассоциации индийцев России Санджитом Кумаром Джха и с главой российских кришнаитов Бхакти Вигьяной Госвами. Ваджпаи выразил благодарность российским кришнаитам «за уважение к индийским духовным ценностям» и обещал оказать содействие в строительстве нового храма.

### Подписание Ю. М. Лужковым постановления правительства Москвы о передаче земли под строительство храма (20 января 2004)
20 января 2004 года Юрий Лужков подписал постановление правительства Москвы о передаче кришнаитам земли под строительство храма. По мнению религиоведа Бориса Фаликова, «подарок индусам» был приурочен к визиту министра обороны РФ Сергея Иванова в Индию, где он заключил контракт на модернизацию тяжёлого авианесущего крейсера «Адмирал Горшков», который в 2008 году стал авианосцем ВМС Индии «Викрамадитья». Своё название авианосец получил в честь великого индийского царя, который прославился не только военными победами, но и тем, что построил храм на месте явления Кришны.

### Первый проект храма (2003)
Первый проект храма создал архитектор из Томска Андрей Кожурков (Ариндама Дас). Презентация проекта стала центральным моментом в праздновании Джанмаштами (дня явления Кришны), прошедшего в храме на «Беговой» 20 августа 2003 года. Выпускник Томского государственного архитектурно-строительного университета, Кожурков не имел опыта проектирования больших зданий. В создании проекта храма ему помог интерес к индийской архитектуре. Он изучил древние индуистские тексты «Васту-шастра» и «Стапати-веда», описывающие подход к проектированию индуистских культовых сооружений. Кожурков рассказал корреспонденту «Портала-Credo.Ru», что для Москвы больше всего подходит орисский стиль индуистской храмовой архитектуры, отличающийся монументальностью, передающей настроение могущества и величия Бога. Кожурков сравнил это с «тем ощущением, которое возникает от восприятия католических храмов, хотя там является доминирующей вертикаль, устремлённая ввысь, а здесь господствует горизонталь, шикхары испещрены снизу доверху». Было решено отказаться от резьбы по камню, которая требовала много времени, тогда как московские власти отвели на постройку храма два-три года.
По проекту Кожуркова, храм был ориентирован по сторонам света, установленные в храме для поклонения статуи божеств смотрели на Восток, где располагался вход для верующих, который был дополнен вторым, южным, входом, ведущим в культурный центр с учебными аудиториями, вегетарианским рестораном, концертным и выставочным залом. В новом храме планировалось соорудить три алтаря и построить храмовую комнату на тысячу верующих. В конференц-зале можно было бы ставить индуистские театрализованные пьесы, храмовый комплекс также включал магазины с индуистской атрибутикой и одеждой, небольшую гостиницу для тех и ашрам для монахов. Поскольку выделенный для строительства земельный участок был невелик, архитектор решил поставить внутри раздвижные перегородки, чтобы в дни индуистских праздников можно было увеличивать площадь комнаты для богослужений до 1000 кв. м. Согласно проекту, храмовые шикхары (башни) достигали высоты 50 метров, их купола должны были быть сделаны из стекла, «чтобы светом в ночи привлекать взоры людей».

### Протесты Союза православных граждан и депутатов Государственной думы (2003)
Осенью 2003 года против строительства кришнаитского храма выступила религиозно-политическая общественная организация «Союз православных граждан», которая, по мнению религиоведа Бориса Фаликова, получила известность «своей борьбой с глобализацией и иноверием». Представители организации назвали будущий кришнаитский храм «языческим капищем» и заявили, что не допустят его появление в самом центре православной Москвы. Православные также заподозрили «наличие у сектантов громадных денежных средств». «Эхо Москвы» провело блиц-опрос: разрешать кришнаитам строить храм или нет? Большинство москвичей высказались «за» строительство.
В поддержку позиции Союза православных граждан высказалась межфракционная группа депутатов Государственной думы, позиционировавшая себя как защитница традиционных ценностей. Союз и депутаты выступили с совместным заявлением, в котором высказались против строительства «ведического культурного центра». Произошло это накануне визита в Москву премьер-министра Индии Атала Бихари Ваджпаи, который планировал участвовать в церемонии закладки первого камня. Обозреватель «Независимой газеты» Олег Недумов высказал мнение, что это несвоевременное заявление российских парламентариев могло «привести к серьёзному международному скандалу».

### Разрушение здания храма на Хорошёвском шоссе и реакция на это событие (2004)
18 июня 2004 года было разрушено бывшее здание кришнаитского храма на Хорошёвском шоссе. Религиовед С. И. Иваненко высказал мнение, что судя по откликам индийских СМИ, это событие вызвало недовольство большинства индийцев, с благоговением относящихся к религиозным святыням. По мнению Иваненко, в Индии снос дома, бывшего храмом Кришны, был воспринят как «свидетельство недостаточной цивилизованности россиян».

### Письмо главы парламента города Дели Прем Сингха Ю. М. Лужкову (27 сентября 2004)
27 сентября 2004 года глава парламента города Дели Прем Сингх в письме Ю. М. Лужкову выразил надежду, что храм ИСККОН, земельный участок для строительства которого был выделен Правительством Москвы 20 января 2004 года, «явится духовным центром для почти 15 тыс. коренных индийцев, живущих в Москве, и подлинным символом дружбы между Индией и Россией, Дели и Москвой».

### Отмена постановления о предоставлении земли (7 октября 2005)
7 октября 2005 года вышло распоряжение Правительства Москвы № 1981-РП, в котором отменялось как незаконное ранее подписанное Лужковым постановление о предоставлении земельного участка для строительства храма. По оценке С. И. Иваненко, это решение московских властей вызвало большое возмущение в Индии и в индуистских общинах других стран. В результате, 22 ноября 2005 года группа видных индийских предпринимателей обратилась к В. В. Путину и премьер-министру Индии Манмохану Сингху с просьбой обеспечить защиту интересов индуистской общины в Москве. По данным индийских СМИ, 7 декабря 2005 года, в ходе своего официального визита в Россию Манмохан Сингх поднял вопрос о строительстве храма на переговорах с В. В. Путиным. Президент России пообещал посодействовать в разрешении вопроса. В марте 2006 года посол Индии в России передал Ю. М. Лужкову официальную ноту протеста Министерства иностранных дел Индии «в связи с ущемлением прав верующих индуистов в Москве».

### Письмо архиепископа Никона Ю. М. Лужкову и реакция на него (2005)
Осенью 2005 года к антикришнаитским протестам представителей общественного движения Союз православных граждан присоединились некоторые иерархи РПЦ. В частности, 31 октября 2005 года Архиепископ Уфимский и Стерлитамакский Никон обратился с открытым письмом к Ю. М. Лужкову, в котором призвал не допустить строительства кришнаитского храма. Как отметил религиовед С. И. Иваненко, это вызвало резкую реакцию индийских СМИ, в том числе таких ведущих газет, как The Telegraph, The Times of India и Hindustan Times.
Руководители индуистских и других религиозных организаций Индии, в том числе, Иов Мар Филоксен митрополит Дели Маланкарской православной церкви, направили 19 ноября 2005 года В. В. Путину послание, в котором высоко оценили социальное и миротворческое служение ИСККОН и попросили российского президента содействовать положительному решению вопроса о строительстве кришнаитского храма в Москве. Подобную позицию заняло и Евразийское отделение Международной ассоциации религиозной свободы (ЕАО МАРС). 23 ноября 2005 года оно направило обращение к Ю. М. Лужкову, в котором, в частности, говорилось:
Не вызывает сомнений, что строительство храма Кришны в Москве имело бы важное позитивное значение для развития экономических и культурных связей между Россией и Индией, а скандал, возникший из-за лишения ИСККОН земельного участка, может вызвать негативный отклик общественности, деловых и политических кругов Индии.

### Кампания в защиту российских индуистов (2005—2006)
В декабре 2005 — январе 2006 годов в Великобритании прошла кампания «в защиту российских индуистов», в которой приняли участие депутаты Палаты общин, мэр Лондона, индуистские организации Великобритании, Австралии, Канады и ряда других стран Британского содружества.

### Выделение Ю. М. Лужковым земли под строительство храма в Молжаниновском районе (2006)
В октябре 2006 года Ю. М. Лужков выделил под строительство храма 2 га земли в 10 километрах от МКАД по Новосходненскому шоссе, недалеко от Шереметьева.
В апреле 2007 года Московское правительство одобрило архитектурный проект храма, представленный ИСККОН. 6 июня 2008 года был оформлен основной документ предпроектной стадии — Акт разрешённого использования земельного участка для строительства храма, утверждён распоряжением Правительства Москвы 31 августа 2009 года.
В декабре 2009 года был изменён дизайн храма; по новому проекту помимо храмового комплекса здание вместит в себя выставочные залы, культурный и образовательный центр, библиотеку индийской литературы, центр индийской медицины, центр благотворительности и гостиницу для паломников и высоких гостей.
В августе 2010 года проект Центра ведической культуры был одобрен Архитектурным советом Москвы. 20 октября 2010 года вышло распоряжения Правительства Москвы № 2365-РП о предоставлении ИСККОН земельного участка на период строительства. 22 мая 2011 года начал работу сайт будущего храма.
5 марта 2012 года в 12 часов 44 минуты был подписан договор на изготовление мурти (статуй божеств) для храма. 24 апреля 2012 года была размечена территория под будущее строительство; проведена церемония призыва Бога в храмовые мурти.

### Ритуальная церемония в честь начала строительства храма и пикет против строительства (2012)
7 июня 2012 года состоялся гражданский пикет против строительства кришнаитского храма. По данным информационного агентства «Интерфакс», в нём приняло участие несколько сотен человек различной конфессиональной и религиозной принадлежности. Протестующие вышли с плакатами содержащими лозунги «Христиане — против!», «Мусульмане — против!», «В 1612 году прогнали поляков, в 1812 году — французов, в 2012 году прогоним кришнаитов!». Пикету предшествовало обращение игумена Владимира от имени православных прихожан к главе городского округа Химки. В числе протестующих были казаки Химкинского казачьего круга во главе с атаманом Михаилом Рульневым и члены Всероссийского общества инвалидов вместе с председателем Химкинской организации ВОИ Светланой Борисенко. Организаторы пикета заявили, что его итогом стала отмена мероприятия по закладке первого камня центра с участием посла Индии в России.
Согласно кришнаитскому пресс-релизу мероприятие проводилось не в виде закладки первого камня, а как индуистский ритуал яджна, который не обязательно проводить на той земле, где будет возведено культовое сооружение. Мероприятие прошло в московском храме кришнаитов. На нём присутствовал посол Индии в России Аджай Малхотра, представители префектуры и депутаты Московской городской думы. Выступая на церемонии, Малхотра выразил надежду, что в Москве вскоре наконец-то появится кришнаитский культурный центр который станет «одним из самых важных мест в столице». Как сообщило издание Lenta.ru, мероприятие изначально должно было состояться на месте возведения храма в Молжаниновском районе. Однако, по данным Lenta.ru, кришнаиты решили перенести место проведения церемонии в другое место из-за запланированного на этот день пикета местных жителей, настроенных против возведения храма.

## Мнения
Доцент кафедры сравнительного религиоведения РГГУ индолог Борис Фаликов указал на несостоятельность обвинений, которые были выдвинуты в адрес кришнаитов устроителями митинга на Тверском бульваре в 2004 году.
На этом митинге муссировались в основном два обвинения в адрес кришнаитов. Первое заключалось в том, что это «тоталитарная секта», а второе — что они связаны с индийскими фундаменталистами, более того, чуть ли не финансируют их, что совсем уж нелепо.
Не мешало бы господам протестующим определиться — либо кришнаиты «тоталитарная секта», либо они — индуизм, да ещё и фундаменталистский. Они никак не могут выбрать что-либо одно. Поэтому их обвинения совершенно противоречат друг другу.
Должен вам сказать, что кришнаиты не являются ни тем, ни другим. Они другие. Обычно, аргументируя нетрадиционность кришнаитов, утверждают, что индус должен родиться в Индии, в арьяварте, на земле ариев, а также родиться в определённой касте. До определённого времени так оно и было. И когда основатель МОСК начал проповедь на Западе, он подвергся критике со стороны ортодоксальных брахманов.
Но с тех пор ситуация довольно сильно изменилась. Дело в том, что сейчас в Индии растёт понимание того, что индусом может быть человек, принявший индуизм. И по мере того, как индуизм превращается в мировую религию, эта идея всё сильнее проникает в индийское сознание. Этим и объясняется, почему представители индийской диаспоры позитивно, с уважением, относятся к вайшнавам, почему они ходят молиться в их храмы.
Что касается обвинений в том, что кришнаиты якобы связаны с фундаменталистами, в том числе с такой одиозной организацией, как «Вишва Хинду Паришад», это также совершенно не соответствует действительности. У них есть единственная объединяющая идея — идея, что индусом может стать человек, не являющийся индусом по рождению.
Сейчас мы становимся свидетелями православного фундаментализма. Он пытается найти какие-то мобилизационные ресурсы. Это типологически очень похоже на то, как мобилизует людей протестантский фундаментализм в Америке, где я преподавал.
Таким же образом против строительства храма объединяются православные фундаменталисты, чтобы потом заявить о себе как о мощной политической силе. Вот и всё.
Нападки на кришнаитов наносят вред российско-индийским отношениям. Недавно министр обороны России ездил в Индию, заключил договор о продаже авианесущего крейсера. Называться он будет «Викрамадитья», по имени царя, построившего кришнаитский храм в стародавние времена.
Плюс ко всему, нельзя забывать, что для индуса религия и культура тождественны, в отличие от Запада. Поэтому и естественно, что с точки зрения индийского премьер-министра вайшнавы — форпост индийской культуры в России.

Более того, возвращаясь к событиям на Тверском бульваре, — подобные акции вредят и православию. По существу, поиск «врага» это — контрмиссия православия.
Митрополит Кирилл заявил:
Строительство огромного кришнаитского центра, некой архитектурной и культурной доминанты в Москве было бы неправильно. Это не соответствует культурной традиции и будет непонятно большинству жителей столицы. Пусть строят, но уважают культурные традиции - все должно быть соразмерно, чтобы не возбуждать негативные настроения в российском обществе.
Митрополит Кирилл привёл в пример попытку РПЦ построить православный храм в Цюрихе. Она не удалась, так как, по заявлению городских властей, архитектурная русская доминанта не соответствует культурной традиции Цюриха. Поэтому РПЦ была вынуждена купить здание протестантского храма и совершать богослужения в нём.
Считаю, нечто подобное должно быть и в Москве.
— сказал митрополит.